# Kolberger Konsistorium
Das Kolberger Konsistorium, auch Konsistorium Kolberg, war im 16. bis 17. Jahrhundert eine Gerichts- und Verwaltungsbehörde der evangelisch-lutherischen Kirche (Konsistorium) in dem evangelischen Bistum Cammin.
Erstmals wurde ein Konsistorium für das Gebiet des evangelischen Bistums Cammin (Stiftsgebiet) im Jahre 1558 gebildet. Fünf Jahre später wurde es gemäß der revidierten Kirchenordnung von 1563 eingerichtet, ebenso wie gleichzeitig im Herzogtum Pommern-Wolgast das Greifswalder Konsistorium und im Herzogtum Pommern-Stettin das Stettiner Konsistorium. Seinen Sitz hatte es in der Stadt Kolberg.
Das Kolberger Konsistorium wurde während des Dreißigjährigen Krieges im Jahre 1645 aufgehoben.
Als nach dem Dreißigjährigen Krieg mit dem Westfälischen Frieden Hinterpommern einschließlich des säkularisierten Bistums Cammin an Brandenburg kam, wurde 1653 das Pommersche und Camminsche geistliche Konsistorium errichtet. Dieses hatte seinen Sitz zunächst bis 1668 und dann noch einmal von 1683 bis 1686 ebenfalls in Kolberg.